# Вовчуг польовий
Вовчу́г польови́й (Ononis arvensis L.) — рослина родини бобових.

## Походження назви
Родова назва рослини походить від грецького слова «онен» — осел, бо ще Діоскорид відмітив, що осли охоче поїдають її, тим часом як інші тварини уникають. Популярним був вовчуг у XVI ст. в Західній Європі як сечогінний засіб.

## Ботанічні характеристики

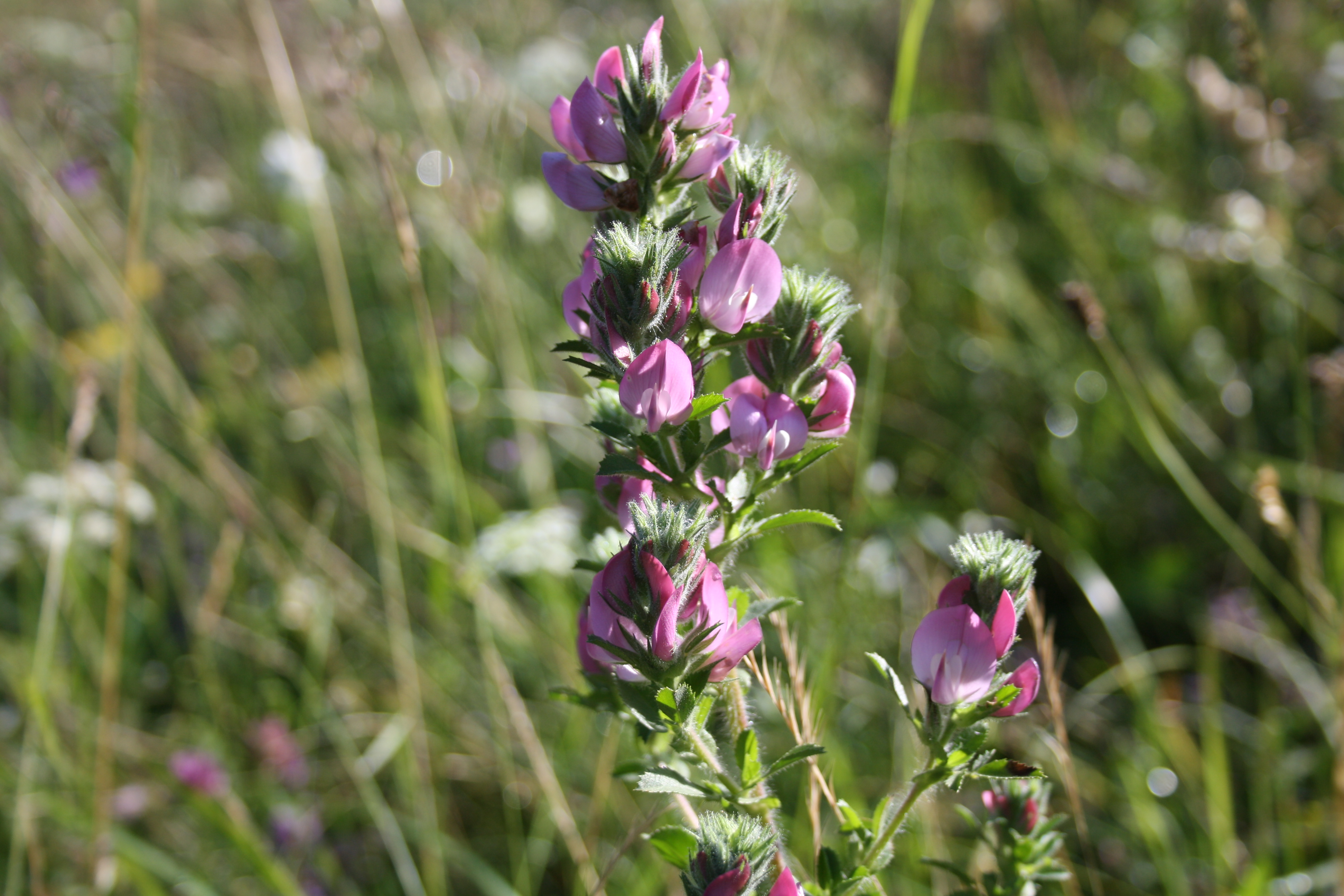
Вовчуг польовий, Кузійський заповідний масив, Карпатський біосферний заповідник

Це — багаторічна трав'яниста рослина. Стебла висхідні, прямі, запушені. Листки трійчасті, з великими прилистками. Квітки пазушні, метеликові, рожеві, на коротких квітконіжках, на кінці стебла утворюють колосоподібні суцвіття. Цвіте в червні — липні. Запах неприємний. Плід — біб. Підземна частина складається з темно-бурого, багатоголового кореневища і стрижневого, в нижній частині галузистого кореня.

## Поширення
Росте на луках, серед чагарників та по берегах річок. У Карпатах утворює густі зарості (у Тячівському, Рахівському, Міжгірському та інших районах), які можуть займати площі до 10 га.

## Фармакологічні властивості
Корені містять ізофлавоновий глікозид, солодкий глікозид невстановленої будови, тритерпеновий сапонін і трохи ефірної олії, яка осмолюється при зберіганні.

## Медичне застосування
Використовують відвар коренів вовчуга і 20%-ну настойку на 70%-ному спирті як кровоспинний, проносний, сечогінний і протигеморойний засіб, а також при лікуванні подагри, епілепсії, запаленні сечового міхура і нирок, каменях у нирках. Ванни із відвару трави призначають при лікуванні екземи. Тривале вживання вовчуга зменшує ламкість капілярів.

## Розмноження
Під вовчуг рекомендують відводити пухкі, багаті на гумус ґрунти. Восени вносять добрива: органічні — у вигляді гною або компосту (0,2 т/100 м²), мінеральні — з розрахунку 0,6 кг/100 м² фосфорних і 0,3 кг калійних.
Розмножується насінням. Перед сівбою для підвищення схожості його стратифікують і перетирають з піском.
Висівають вовчуг рано навесні, як тільки дозволить стан ґрунту. Догляд за посівами починається зразу ж після появи сходів (розпушують міжряддя). У фазі 6—8 листочків проводять букетування (якщо густота сходів понад 20 на 1 м погонної довжини) Протягом літа ґрунт розпушують 3—4 рази, видаляючи бур'яни.

## Заготівля
Урожай збирають у два прийоми: спочатку скошують надземну масу, яку виносять з ділянки, після чого викопують корені на глибині до 30 см. Корені, зрізавши залишки стебел, миють у холодній воді і сушать у добре провітрюваних приміщеннях. Підв'ялені корені в суху сонячну погоду можна сушити на відкритому повітрі або на горищі. Зберігають у сухому, добре провітрюваному приміщенні.

## Систематика
В сучасній систематиці вовчуг польовий (Ononis arvensis L.) зведений до рангу підвиду вовчуга колючого (Ononis spinosa L.) і вважається синонімом Ononis spinosa subsp. hircina (Jacq.) Gams.